# Uwe Rösler
Uwe Rösler (Altenburg, 15 novembre 1968) è un allenatore di calcio ed ex calciatore tedesco, di ruolo attaccante, attuale tecnico dell'Aarhus.
Rösler fu un calciatore di molti club, tra cui del Manchester City (dal 1994 al 1998), dove fu capocannoniere della squadra per tre stagioni consecutive, e del Kaiserslautern, per cui giocò nella Champions League. Fece parte della Nazionale tedesca orientale.

## Carriera

### Giocatore

#### Club

##### Gli esordi in Germania

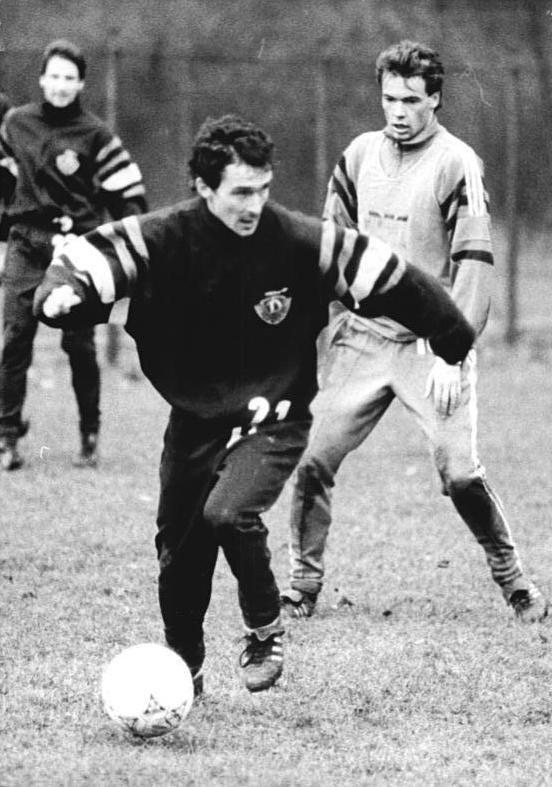
Rösler con la Dinamo Dresda.

Rösler iniziò la carriera nel suo paese natio, vestendo la maglia del Lokomotive Lipsia dal 1987. Dopo una stagione, passò al Magdeburgo, dove trascorse tre campionati. Fu poi acquistato dalla Dinamo Dresda, dove giocò per due stagioni (intervallata da una al Norimberga). Essendo cresciuto nella Germania dell'Est, dove i calciatori erano considerati amatori, ebbe delle difficoltà dopo la riunificazione tedesca.

##### Al Manchester City
A marzo 1994, Rösler passò al Manchester City, sostenendo un provino. Gli venne data una possibilità, per il match della squadra riserve contro il Burnley, dove segnò una doppietta che gli valse la permanenza per tre mesi. Debuttò tra i titolari la domenica seguente, nella sfida contro i Queens Park Rangers. Lo score di 5 reti in 12 incontri gli fece guadagnare la riconferma.
Dopo un pessimo inizio del campionato 1994-1995, quando fu espulso nella sconfitta per 3-0 contro l'Arsenal alla prima giornata, Rösler costituì una prolifica coppia d'attacco con Paul Walsh. Segnò 22 reti tra Premier League e coppe, nonostante avesse saltato diversi match per infortunio. In una partita valida per la FA Cup 1994-1995, segnò una quaterna al Notts County, diventando il primo calciatore dei Citizens a riuscirci dal 1953, quando la realizzò John Paul Hart. Diventò capocannoniere stagionale e gli fu consegnato il premio di miglior calciatore dell'anno del club.
Nel campionato 1995-1996, Alan Ball fu nominato allenatore del City. Ball cambiò il modo di giocare della squadra e, nonostante i punti di forza del club fossero le ali, il nuovo manager non ne schierò, preferendo rinforzare il centrocampo: Nicky Summerbee, esterno offensivo, fu spesso impiegato come terzino e Peter Beagrie subì un infortunio. Fu poi venduto Walsh, così le cose per Rösler si complicarono. In molti sostennero che l'altro centravanti del Manchester City, Niall Quinn, avesse caratteristiche troppo simili a quelle del tedesco, in un sistema di gioco che non forniva effettivamente molti palloni agli attaccanti. Rösler divenne rapidamente scontento della situazione e, dopo aver segnato un gol al Manchester United, corse verso la Ball e la panchina, indicando polemicamente nome e numero stampati sulla sua maglietta. I Citizens retrocessero a fine stagione.
Rösler decise però di restare in squadra. Nonostante un'altra stagione difficoltosa, il tedesco fu ancora capocannoniere e riuscì a trarre benefici dal nuovo schema della squadra, il 4-4-1-1. Dopo altri problemi fisici, l'attaccante lasciò il club a parametro zero nel 1998, a seguito della retrocessione in League Two del Manchester City. A dicembre 2009, fu inserito nella Hall of Fame della società.

##### Ritorno in patria
Nell'estate del 1998, Rösler tornò in Germania per giocare nel Kaiserslautern, club campione in carica. Il momento più positivo dell'esperienza fu rappresentato dalla tripletta siglata ai danni dello HJK Helsinki da subentrato, in un incontro valido per la Champions League 1998-1999. Il club fu eliminato ai quarti di finale della competizione, dai connazionali del Bayern Monaco. Nel 1999 passò al Tennis Borussia Berlino.

##### Nuovamente in Inghilterra
Dopo la bancarotta del Tennis Borussia Berlino, Glenn Hoddle lo portò al Southampton a parametro zero. Non riuscì a conquistare un posto da titolare, però, a causa dello stato di forma di James Beattie (che siglò 10 reti in 10 partite tra novembre e dicembre). Subì un infortunio all'inguine che lo costrinse ad operarsi: rimase così fuori per diverse settimane. Segnò soltanto una rete per i Saints, nella sfida contro il Mansfield Town nella Football League Cup 2000-2001.
Realizzò l'ultima rete della storia del vecchio stadio del Southampton, The Dell. Infatti, nell'amichevole del 26 maggio 2001 contro il Brighton & Hove Albion (che fu selezionato come avversario del Southampton perché furono i primi ospiti dello stadio nel 1898). I Saints si imposero per 1-0.
L'anno seguente, collezionò soltanto una manciata di presenze, prima di trasferirsi in prestito al West Bromwich Albion nel mese di ottobre. Rösler fu acquistato per sostituire l'infortunato Scott Dobie. Debuttò il 31 ottobre, nella trasferta contro il Crystal Palace e l'unica rete arrivò nella vittoria per 1-0 contro il Nottingham Forest. Rösler giocò 5 partite in squadra, durante questo periodo.

##### Gli ultimi anni da calciatore
A gennaio del 2002, tornò in Germania per giocare nello Unterhaching. A luglio dello stesso anno, fu ingaggiato dai norvegesi del Lillestrøm. Esordì nella Tippeligaen il 28 luglio 2002, nella vittoria per 2-1 sul Bryne: Rösler realizzò una delle reti della sua squadra. Nelle 10 partite di campionato che giocò in quella stagione, segnò 9 gol. Dopo la prima partita della Tippeligaen 2003, in cui siglò una marcatura, gli fu diagnosticato un tumore e dovette così concludere la carriera professionistica. Dopo la chemioterapia, recuperò completamente e divenne allenatore.

#### Nazionale
Rösler giocò 5 partite per la Germania Est, con cui debuttò il 13 aprile 1988, nel pareggio per 1-1 contro la Bulgaria.

### Allenatore

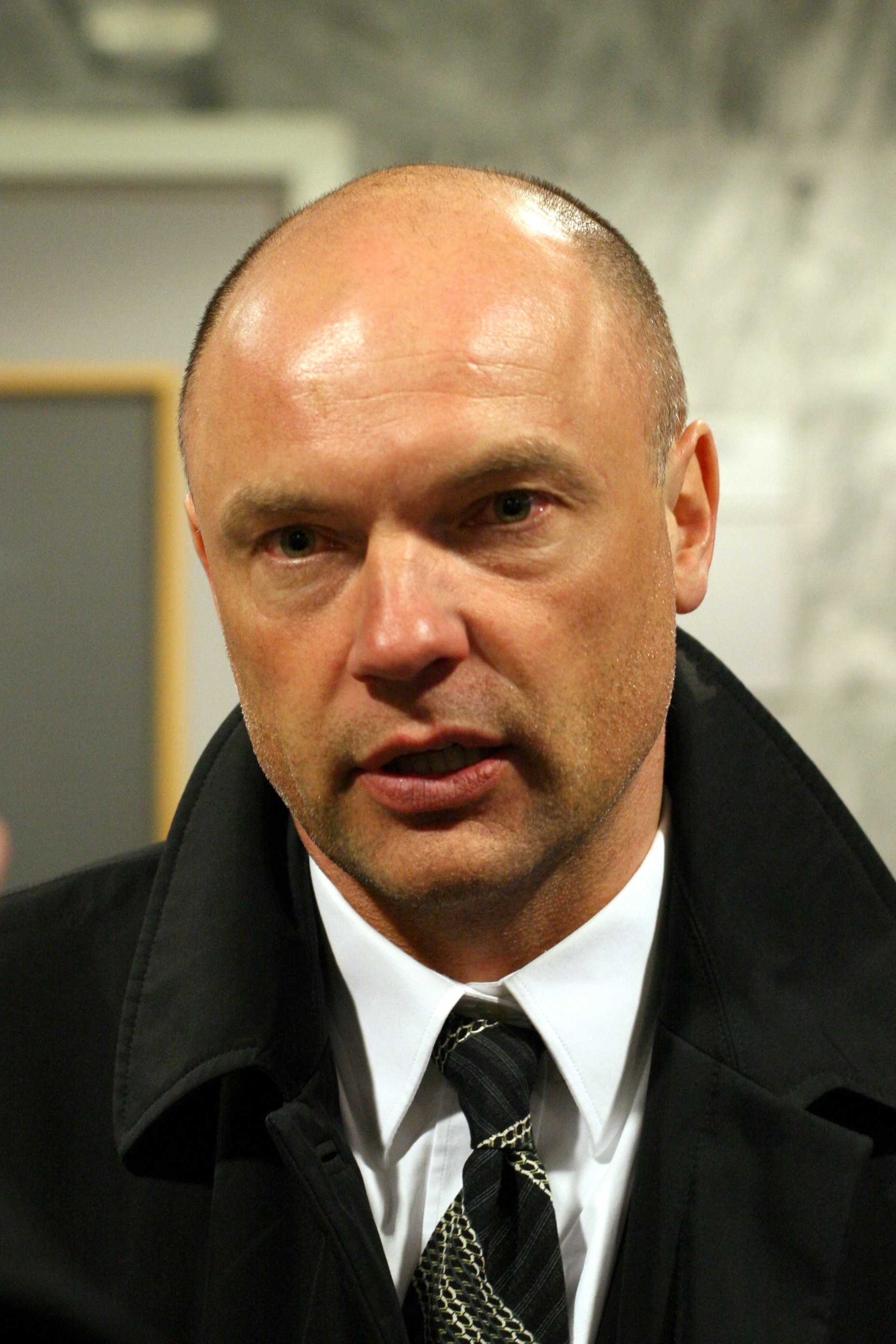
Rösler nel 2009.

Dopo essersi ripreso completamente, Rösler diventò tecnico del Lillestrøm nel 2005. Guidò la squadra a due quarti posti consecutivi in campionato, raggiungendo anche la finale di Coppa di Norvegia 2005 e di Royal League 2005-2006, perdendole entrambe. Questi risultati non bastarono a soddisfare la dirigenza, che lo licenziò il 13 novembre 2006, assieme al suo assistente Gunnar Halle.
Fu nominato allenatore del Viking il 22 novembre dello stesso anno. Rimpiazzò Tom Nordlie, che si trasferì invece al Lillestrøm. Nel 2007, condusse la squadra ad un terzo posto finale. Il 18 novembre fu annunciato che avrebbe lasciato il Viking.
Il 31 agosto 2010, firmò un contratto a breve termine con il Molde. A fine stagione, però, non fu confermato e fu sostituito da Ole Gunnar Solskjær.
Rösler espresse poi il desiderio di tornare in Inghilterra, in veste di allenatore. Nel giugno 2011 firmò un contratto biennale con il Brentford, squadra militante in Football League One. Il piazzamento finale di quell'anno fu un 9º posto con un totale di 67 posti, il miglior risultato ottenuto dal Brentford da 6 anni a quella parte. Nell'anno seguente, il 2012-2013, la squadra lottò per la promozione diretta fino ai minuti finali del campionato: all'ultima giornata contro il Doncaster, al 94' minuto l'italiano Marcello Trotta calciò sulla traversa il rigore che avrebbe significato vittoria, sorpasso e promozione diretta ai danni dello stesso Doncaster, con gli avversari che invece andarono addirittura a vincere in contropiede sugli sviluppi di quell'azione.
Il 7 dicembre 2013, Rösler fu chiamato ad allenare il Wigan (campionato di Football League Championship) al posto dell'irlandese Owen Coyle. La sua prima partita sulla panchina dei biancoblu si giocò cinque giorni dopo, e fu una sconfitta in Europa League contro gli sloveni del Maribor. Il 9 marzo 2014, in occasione del quarto di finale di FA Cup, il Wigan riuscì a eliminare il Manchester City all'Etihad Stadium. Il cammino si interruppe in semifinale, con la sconfitta ai rigori contro l'Arsenal. In campionato invece arrivò un'eliminazione nelle semifinali dei play-off promozione. Il campionato 2014-2015 invece iniziò con la squadra che occupava la zona retrocessione nonostante fosse tra le favorite per la promozione: la dirigenza del club optò quindi per l'esonero il 13 novembre 2014.
Rösler fu ufficializzato come nuovo allenatore del Leeds United per le stagioni 2015-2016 e 2016-2017. La parentesi con i Whites tuttavia durò meno del previsto, poiché dopo sole 12 partite fu esonerato per aver ottenuto solo due vittorie.
Il 30 luglio 2016, a soli quattro giorni dall'inizio del campionato di League One, venne presentato alla guida del Fleetwood Town. Al suo primo anno con i biancorossi, la squadra ottenne 82 punti (massimo storico del club) e si qualificò per i play-off promozione, dove però fu sconfitta dal Brentford, vecchio club di Rösler. Il 17 febbraio 2018, l'allenatore tedesco ricevette l'esonero a causa delle 7 sconfitte consecutive rimediate tra campionato e coppe.
Rösler ripartì dai campioni di Svezia in carica del Malmö FF, che lo assunsero durante la pausa estiva dell'Allsvenskan 2018. Al momento del suo arrivo, la squadra si trovava al 10º posto a 11 punti dalla vetta della classifica, con una partita in più disputata. Nell'anno e mezzo trascorso a Malmö non vinse il campionato in nessuna delle due stagioni, ma portò la squadra fino ai sedicesimi di Europa League 2019-2020, chiudendo al 1º posto il girone che vedeva la squadra azzurra opposta al Copenaghen, alla Dinamo Kiev e al Lugano. Il 13 dicembre 2019, il direttore sportivo Daniel Andersson e Rösler annunciarono con una conferenza stampa congiunta che le strade della società e del tecnico tedesco si sarebbero separate, adducendo una diversità di vedute su alcune questioni tecniche per il futuro.
Il 29 gennaio 2020 fu nominato nuovo allenatore del Fortuna Düsseldorf in sostituzione dell'esonerato Friedhelm Funkel. Non riuscì ad evitare la retrocessione in Zweite Bundesliga, sancita all'ultima giornata a causa del penultimo posto finale in classifica.

## Statistiche

### Presenze e reti nei club
| Stagione                 | Squadra                  | Campionato               | Campionato | Campionato | Coppe nazionali | Coppe nazionali | Coppe nazionali | Coppe continentali | Coppe continentali | Coppe continentali | Altre coppe | Altre coppe | Altre coppe | Totale | Totale |
| Stagione                 | Squadra                  | Comp                     | Pres       | Reti       | Comp            | Pres            | Reti            | Comp               | Pres               | Reti               | Comp        | Pres        | Reti        | Pres   | Reti   |
| ------------------------ | ------------------------ | ------------------------ | ---------- | ---------- | --------------- | --------------- | --------------- | ------------------ | ------------------ | ------------------ | ----------- | ----------- | ----------- | ------ | ------ |
| 1987-1988                | Lokomotive Lipsia        | O                        | 3          | 0          | P               | 0               | 0               | CdC                | 2                  | 0                  | -           | -           | -           | 5      | 0      |
| 1988-1989                | Lokomotive Lipsia        | O                        | 9          | 3          | P               | 0               | 0               | CU                 | 0                  | 0                  | -           | -           | -           | 9      | 3      |
| Totale Lokomotive Lipsia | Totale Lokomotive Lipsia | Totale Lokomotive Lipsia | 12         | 3          |                 | 0               | 0               |                    | 2                  | 0                  |             | -           | -           | 14     | 3      |
| 1989-1990                | Magdeburgo               | O                        | 24         | 11         | P               | 0               | 0               | -                  | -                  | -                  | -           | -           | -           | 24     | 11     |
| ago.-dic. 1990           | Magdeburgo               | O                        | 13         | 5          | P               | 0               | 0               | CU                 | 4                  | 0                  | -           | -           | -           | 17     | 5      |
| Totale Magdeburgo        | Totale Magdeburgo        | Totale Magdeburgo        | 37         | 16         |                 | 0               | 0               |                    | 4                  | 0                  |             | -           | -           | 41     | 16     |
| gen.-mag. 1991           | Dinamo Dresda            | O                        | 13         | 3          | P               | 0               | 0               | CC                 | 2                  | 0                  | -           | -           | -           | 15     | 3      |
| 1991-1992                | Dinamo Dresda            | BL                       | 33         | 4          | CG              | 3               | 2               | -                  | -                  | -                  | -           | -           | -           | 36     | 6      |
| 1992-1993                | Kaiserslautern           | BL                       | 28         | 0          | CG              | 3               | 3               | CU                 | 0                  | 0                  | -           | -           | -           | 31     | 3      |
| lug.-dic. 1993           | Dinamo Dresda            | BL                       | 7          | 0          | CG              | 1               | 0               | CPKR               | 1                  | 0                  | -           | -           | -           | 9      | 0      |
| Totale Dinamo Dresda     | Totale Dinamo Dresda     | Totale Dinamo Dresda     | 53         | 7          |                 | 4               | 2               |                    | 3                  | 0                  |             | -           | -           | 60     | 9      |
| gen.-mag. 1994           | Manchester City          | PL                       | 12         | 5          | FACup+CdL       | 0+0             | 0+0             | -                  | -                  | -                  | -           | -           | -           | 9      | 0      |
| 1994-1995                | Manchester City          | PL                       | 31         | 15         | FACup+CdL       | 4+3             | 5+2             | -                  | -                  | -                  | -           | -           | -           | 38     | 22     |
| 1995-1996                | Manchester City          | PL                       | 36         | 9          | FACup+CdL       | 5+3             | 2+2             | -                  | -                  | -                  | -           | -           | -           | 44     | 13     |
| 1996-1997                | Manchester City          | FD                       | 44         | 15         | FACup+CdL       | 3+2             | 1+1             | -                  | -                  | -                  | -           | -           | -           | 49     | 17     |
| 1997-1998                | Manchester City          | FD                       | 29         | 6          | FACup+CdL       | 2+2             | 1+0             | -                  | -                  | -                  | -           | -           | -           | 33     | 7      |
| Totale Manchester City   | Totale Manchester City   | Totale Manchester City   | 152        | 50         |                 | 24              | 14              |                    | -                  | -                  |             | -           | -           | 176    | 64     |
| 1998-1999                | Kaiserslautern           | BL                       | 28         | 8          | CG+CdL          | 2+1             | 2+0             | UCL                | 6                  | 3                  | -           | -           | -           | 37     | 13     |
| Totale Kaiserslautern    | Totale Kaiserslautern    | Totale Kaiserslautern    | 56         | 8          |                 | 6               | 5               |                    | 6                  | 3                  |             | -           | -           | 68     | 16     |
| 1999-2000                | TeBe Berlino             | 2BL                      | 28         | 6          | CG              | 2               | 3               | -                  | -                  | -                  | -           | -           | -           | 30     | 9      |
| 2000-2001                | Southampton              | PL                       | 19         | 0          | FACup+CdL       | 2+2             | 0+1             | -                  | -                  | -                  | -           | -           | -           | 23     | 1      |
| ago.-nov. 2001           | Southampton              | PL                       | 4          | 0          | FACup+CdL       | 0+1             | 0+0             | -                  | -                  | -                  | -           | -           | -           | 23     | 1      |
| Totale Southampton       | Totale Southampton       | Totale Southampton       | 23         | 0          |                 | 5               | 1               |                    | -                  | -                  |             | -           | -           | 28     | 1      |
| nov.-dic. 2001           | West Bromwich            | FD                       | 5          | 1          | FACup+CdL       | 0+0             | 0+0             | -                  | -                  | -                  | -           | -           | -           | 5      | 1      |
| gen.-giu. 2002           | Unterhaching             | 2BL                      | 14         | 5          | CG              | 0               | 0               | -                  | -                  | -                  | -           | -           | -           | 14     | 5      |
| lug.-ott. 2002           | Lillestrøm               | E                        | 10         | 9          | CN              | -               | -               | UCL                | 2                  | 0                  | -           | -           | -           | 12     | 9      |
| 2003                     | Lillestrøm               | E                        | 1          | 1          | CN              | 0               | 0               | -                  | -                  | -                  | -           | -           | -           | 10     | 9      |
| Totale Lillestrøm        | Totale Lillestrøm        | Totale Lillestrøm        | 11         | 10         |                 | 0               | 0               |                    | 2                  | 0                  |             | -           | -           | 13     | 10     |
| Totale carriera          | Totale carriera          | Totale carriera          | 391        | 106        |                 | 41              | 25              |                    | 17                 | 3                  |             | -           | -           | 449    | 134    |

### Cronologia presenze e reti in Nazionale
| Cronologia completa delle presenze e delle reti in nazionale ― Germania Est | Cronologia completa delle presenze e delle reti in nazionale ― Germania Est | Cronologia completa delle presenze e delle reti in nazionale ― Germania Est | Cronologia completa delle presenze e delle reti in nazionale ― Germania Est | Cronologia completa delle presenze e delle reti in nazionale ― Germania Est | Cronologia completa delle presenze e delle reti in nazionale ― Germania Est | Cronologia completa delle presenze e delle reti in nazionale ― Germania Est | Cronologia completa delle presenze e delle reti in nazionale ― Germania Est |
| Data                                                                        | Città                                                                       | In casa                                                                     | Risultato                                                                   | Ospiti                                                                      | Competizione                                                                | Reti                                                                        | Note                                                                        |
| --------------------------------------------------------------------------- | --------------------------------------------------------------------------- | --------------------------------------------------------------------------- | --------------------------------------------------------------------------- | --------------------------------------------------------------------------- | --------------------------------------------------------------------------- | --------------------------------------------------------------------------- | --------------------------------------------------------------------------- |
| 26-1-1990                                                                   | Al Kuwait                                                                   | Kuwait                                                                      | 1 – 2                                                                       | Germania Est                                                                | Amichevole                                                                  | -                                                                           | 65’                                                                         |
| 28-3-1990                                                                   | Berlino                                                                     | Germania Est                                                                | 3 – 2                                                                       | Stati Uniti                                                                 | Amichevole                                                                  | -                                                                           | 80’                                                                         |
| 11-4-1990                                                                   | Chemnitz                                                                    | Germania Est                                                                | 2 – 1                                                                       | Egitto                                                                      | Amichevole                                                                  | -                                                                           |                                                                             |
| 13-5-1990                                                                   | Rio de Janeiro                                                              | Brasile                                                                     | 3 – 3                                                                       | Germania Est                                                                | Amichevole                                                                  | -                                                                           | 77’                                                                         |
| 12-9-1990                                                                   | Anderlecht                                                                  | Belgio                                                                      | 0 – 2                                                                       | Germania Est                                                                | Amichevole                                                                  | -                                                                           |                                                                             |
| Totale                                                                      |                                                                             | Presenze                                                                    | 5                                                                           |                                                                             | Reti                                                                        | 0                                                                           |                                                                             |